# Hermann Glauert
Hermann Glauert (* 4. Oktober 1892 in Sheffield, Yorkshire; † 6. August 1934 in Aldershot, Hampshire) war ein britischer Aerodynamiker.
Sein Vater, der Besteck-Fabrikant Louis Glauert, stammte aus Deutschland und war in jungen Jahren nach England emigriert. Ein Bruder war Ludwig Glauert.
Hermann besuchte die King Edwards School in Sheffield und ab 1910 das Trinity College in Cambridge. 1913 kam er in die Erste Klasse der mathematischen Tripos und erwarb die Tyson-Medaille für Astronomie. 1914 wurde er mit dem Newton-Preis für Astronomie und physikalische Optik ausgezeichnet, 1915 erwarb er den Rayleigh-Preis in Mathematik.
Als 1914 der Erste Weltkrieg ausbrach, störte ihn seine deutsche Abstammung. 1916 vermittelte ein Freund, William Scott Farren ihn an das Royal Aircraft Establishment in Farnborough (Hampshire), wohin er zunächst für die Dauer des Krieges ging. Er blieb aber für den Rest seines Lebens dort.
Dort lebte er während des Krieges mit Francis William Aston, Frederick Lindemann, Geoffrey Ingram Taylor, Farren, Bennett Melvill Jones (1887–1975), und Edgar Douglas Adrian im sog. Chudleigh house.
1922 heiratete er seine Mitarbeiterin Muriel Barker, mit der er drei Kinder hatte.
Er arbeitete auf den Gebieten Profiltheorie, Effektivität der Steuerflächen und Propellertheorie. 1928 ermittelte er einen Korrekturfaktor für Kompressibilitätseinflüsse im Unterschall, der nach ihm und Ludwig Prandtl als Prandtl-Glauert-Transformation benannt ist.
Er erlag einem Unfall, als er das Sprengen eines Baumstumpfs beobachtete.

## Veröffentlichungen (Auswahl)
- The Landing of Aeroplanes (part 1). HM Stationery Office, 1920.
- Eine Theorie für dünne Flügelprofile. 1924.
- Die Grundlagen der Tragflügel- und Luftschraubentheorie. 1926.
- Theoretische Beziehungen für einen Tragflügel mit angelenkter Klappe. 1927.
- Induced flow through a partially choked pipe. 1932.
- The Interference on the characteristics of an aerofoil in a wind. 1932.
- Wind tunnel interference on wings, bodies and airscrews. 1933.
- Lift and drag of a wing spanning a free jet. 1934.
- Influence of a uniform jet on the lift of an aerofoil. HM Stationery Office, 1936.
- The Elements of Aerofoil and Airscrew Theory. Cambridge University Press, 1983, ISBN 978-0-521-27494-4 (eingeschränkte Vorschau in der Google-Buchsuche).